# Тетрахлороиодат(III) калия
Тетрахлороиодат(III) калия — неорганическое соединение,
соль калия и тетрахлороиодной кислоты с формулой KICl4,
золотисто-жёлтые кристаллы,
неустойчивые на воздухе.

## Получение
- Пропускание хлора над сухим дибромоиодатом(I) калия:

{\displaystyle {\mathsf {KIBr_{2}+2Cl_{2}\ \xrightarrow {} \ KICl_{4}+Br_{2}\uparrow }}}
- Пропускание хлора над сухим иодидом калия:

{\displaystyle {\mathsf {KI+2Cl_{2}\ {\xrightarrow {}}\ KICl_{4}}}}

## Физические свойства
Тетрахлороиодат(III) калия образует золотисто-жёлтые кристаллы
моноклинной сингонии,
пространственная группа P 21/n,
параметры ячейки a = 1,309 нм, b = 1,418 нм, c = 0,420 нм, β = 95,70°, Z = 4.
Неустойчиво на воздухе.
Образует кристаллогидраты состава KICl4•n H2O, где n = 1 и 2.
Кристаллогидрат KICl4•H2O — формирует кристаллы
моноклинной сингонии,
пространственная группа P 21/n,
параметры ячейки a = 1,3282 нм, b = 1,4351 нм, c = 0,4284 нм, β = 95,72°, Z = 4.

## Химические свойства
- При комнатной температуре на воздухе выделяет трихлорид иода:

{\displaystyle {\mathsf {KICl_{4}\ {\xrightarrow {}}\ KCl+ICl_{3}}}}
- В водных растворах обратимо реагирует с хлором:

{\displaystyle {\mathsf {KICl_{4}+Cl_{2}+3H_{2}O\ \rightleftarrows \ KIO_{3}+6HCl}}}